# Убийците на старата дама (филм, 2004)
„Убийците на старата дама“ (на английски: The Ladykillers) е американски филм от 2004 г. на братя Коен. Филмът е римейк на едноименния британски филм от 1955 г. Главните роли се изпълняват от Том Ханкс, Ирма Хол и Марлон Уейънс.